# Edward Kisiel
Edward Kisiel (* 24. Februar 1918 in Jundziłowo; † 28. September 1993 in Białystok) war ein polnischer Geistlicher und erster Bischof sowie Erzbischof von Białystok.

## Leben
Der junge Edward Kisiel wurde Anfang des Zweiten Weltkriegs verhaftet, konnte aber bei der Deportation entfliehen und versteckte sich in Warschau. Er studierte Theologie und wurde am 14. Februar 1943 von Kazimierz Bukraba, dem Bischof von Pinsk, in Warschau zum Priester geweiht.
Papst Paul VI. ernannte ihn am 3. Mai 1976 zum Apostolischen Administrator in der Administratur Białystok und gleichzeitig zum Titularbischof von Limata. Die Bischofsweihe spendete ihm am 27. Juni 1976 der Erzbischof von Warschau, Stefan Kardinal Wyszynski; Mitkonsekratoren waren Henryk Roman Gulbinowicz, Erzbischof von Breslau, und Bronisław Dąbrowski, Weihbischof in Warschau.
Am 5. Juni 1991 ernannte ihn Papst Johannes Paul II. zum ersten Bischof des neu gegründeten Bistums Białystok und mit der Erhebung zum Erzbistum am 25. März 1992 zum Erzbischof von Białystok.
Am 15. Mai 1993 nahm Papst Johannes Paul II. sein altersbedingtes Rücktrittsgesuch an.
Seine letzte Ruhestätte fand er in der Krypta der Kathedrale von Białystok.